# Мамедов, Заур Фазахир оглы
Заур Фазахир оглы Мамедов (азерб. Zaur Fazahir oğlu Mammadov; род. 16 апреля 1994, Баку) — азербайджанский шахматист, гроссмейстер (2015). Тренер ФИДЕ (2019).
Участник юношеской Шахматной олимпиады 2009 года. Чемпион Азербайджана 2013 года. Участник Всемирной Универсиады 2013 года (занял 25-е место) и личного чемпионата Европы 2013 года (187-е место). Двукратный участник Кубков европейских клубов в составе «Одлар Юрду». Победитель 7-го Кубка мира по решению шахматных композиций.

## Таблица результатов
| Год  | Город   | Турнир | + | − | = | Результат | Место  |
| ---- | ------- | ------ | - | - | - | --------- | ------ |
| 2009 | Алушта  |        | 6 | 1 | 2 | 7 из 9    | [ 9 ]  |
| 2014 | Оломоуц |        | 5 | 0 | 4 | 7 из 9    | [ 10 ] |
|      |         |        | 5 | 1 | 3 | 6½ из 9   | [ 11 ] |

## Изменения рейтинга
| Графики недоступны из-за технических проблем. См. информацию на Фабрикаторе и на mediawiki.org. |